# Arosa
Arosa – miejscowość i gmina uzdrowiskowa we wschodniej Szwajcarii, w kantonie Gryzonia, w regionie Plessur. Leży w Alpach Retyckich, u stóp szczytu Parpaner Rothorn (2 863 m), w dolinie rzeki Plessur. Gmina położona na wysokości 1 775 m. Ośrodek turystyczno-wypoczynkowy, w którym leczy się również gruźlicę. Ośrodek sportów zimowych (między innymi hokej na lodzie – klub EHC Arosa oraz wyścigi konne na lodzie i śniegu). Arosa słynie z dobrze rozbudowanej infrastruktury – uzdrowisko posiada liczne wyciągi narciarskie, trasy zjazdowe oraz kolej linowo-terenową na Weisshorn (2 654 m) i linową na Hörnli (2 512 m). Pod względem powierzchni jest największa gminą w regionie. 1 stycznia 2013 do gminy przyłączono gminy Calfreisen, Castiel, Langwies, Lüen, Molinis, Peist i St. Peter-Pagig.

## Demografia
W Arosie mieszka 3061 osób. W 2020 roku 25,2% populacji gminy stanowiły osoby urodzone poza Szwajcarią. 

## Transport
Przez teren gminy przebiega droga główna nr 740.

## Współpraca
Miejscowości partnerskie:
- Fukumitsu, Japonia
- Shangri-La, Chińska Republika Ludowa